# Tony Canham
Anthony Canham (sinh ngày 8 tháng 6 năm 1960 ở Leeds, Anh) là một cựu cầu thủ bóng đá người Anh.